# Museum Ragnarock
Museum Ragnarock is een museum in de Deense stad Roskilde. Het is gewijd aan rockmuziek, popmuziek en jeugdcultuur. Het werd geopend op 29 april 2016 en ligt in de wijk Musicon.

## Achtergrond
De naam is afgeleid van Ragnarok – de ondergang van de goden in de noordse mythologie – waaraan de c uit rock is toegevoegd. In de popmuziek is de vestigingsstad vooral bekend om het Roskilde Festival (sinds 1971), het grootste muziekfestival van Denemarken.
Het gebouw werd ontworpen door het Nederlandse architectenbureau MVRDV met het Deens-Duitse COBE op basis van ontwerpwedstrijd uit 2011. Het ontwerp is gebaseerd op de twee kanten van de rockmuziek: "ruig en 'trashy' aan de ene kant en glitter en spectaculair aan de andere". Het futuristische gebouw staat op een industrieterrein tussen oude cementfabrieken.
Het gebouw heeft een vloeroppervlakte van 3100 m². Boven de entree, die bereikt wordt via een lange rode loper, hangt een 20-meterlange uitkragende ligger.

## Presentatie en activiteiten
Het wordt veel bezocht door jongeren onder de 18 jaar. De presentatie is gewijd aan moderne muziekgeschiedenis en jeugdcultuur en wordt door het museum omschreven als "exploratorium". De bezoeker kan meezingen in "het grootste koor van de wereld" en meedansen op verschillende muziekstijlen.
In het gebouw zijn een expositieruimte, opnamestudio's, auditorium, workshopruimte, café en museumwinkel ondergebracht. Daarnaast worden films vertoond, voordrachten gehouden en buitenconcerten gehouden in de openlucht. In de wanden wordt een historisch overzicht van de Deense popmuziek geboden, met stekkers waarop bezoekers een koptelefoon kunnen aansluiten. In de expositieruimte worden tijdelijke, speciale tentoonstellingen gehouden die gewijd zijn aan uiteenlopende Deense cultgroepen uit het verleden.